# Allaire
Allaire (bret. Alaer) to miejscowość i gmina we Francji, w regionie Bretania, w departamencie Morbihan.
Według danych na rok 1990 gminę zamieszkiwało 2990 osób, a gęstość zaludnienia wynosiła 72 osoby/km² (wśród 1269 gmin Bretanii Allaire plasuje się na 182. miejscu pod względem liczby ludności, natomiast pod względem powierzchni na miejscu 129.).

## Współpraca
- Naas, Irlandia